# Вайгачская экспедиция ОГПУ
Вайгачская экспедиция ОГПУ № 45 — экспедиция на полярный остров Вайгач с целью поиска и разработки месторождений цветных металлов, разведавшая в 1932 году крупнейшее в СССР месторождение флюорита в Амдерме.

## Геологоразведка
В 1921 году экспедицией Н. А. Кулика в юго-западной части острова Вайгач были обнаружены полиметаллические руды.
С началом индустриализации стране остро были необходимы цветные металлы, а в 1930 году анализы залежей руды на Вайгаче показали наличие промышленных количеств золота, серебра и платины. Их промышленную разработку поручили Вайгачской экспедиции ОГПУ под начальством Ф. И. Эйхманса.
В начале 1932 года анализы руды с острова Вайгач выявили, что драгоценных металлов здесь нет, зато имеются высококачественные свинцово-цинковые руды и жильные руды меди, а также флюориты на Амдерме. 30 сентября 1933 г. началась добыча флюорита в Амдерме, где были обнаружены крупнейшие в СССР залежи плавикового шпата с запасами 3 000 000 тонн.

## Создание экспедиции
В июле 1930 года в бухте Варнек высадилась первая группа членов экспедиции из 132 человек, из которых 125 являлись заключёнными: осуждённые по ст. 58 опытные геологи, горные специалисты, инженеры, топографы, а также уголовники (воры, хулиганы и ранее судимые «тридцатипятники», осуждённые на три года в целях профилактики по ст. 35 Уголовного кодекса. Им надлежало подготовиться к зимовке, для чего был основан посёлок, названный в честь российского капитана-полярника и гидрографа А. И. Варнека.
Через скованные льдом просторы Ледовитого океана караван судов из Архангельска провели ледоколы «Седов» и «Малыгин». За ними следуют пароходы «Мятель» и «Глеб Бокий».
«Высадка людей, выгрузка продовольствия, лесоматериалов, бревенчатых рубленных заранее маркированных домов, угля, тракторов, горючего и т. д. со стоявших на рейде посреди бухты пароходов производились прямо на лед, откуда санным путем доставлялись на берег, находившийся на расстоянии около трехсот метров. Работать приходилось вручную, пока лед был еще надежным — нужно было до таяния успеть перевезти на берег все грузы», — передавал воспоминания первопроходцев участник экспедиции К. П. Гурский.
23 июля 1930 года Ф. И. Эйхманс подписал приказ № 1: «Образованную на основании Постановления СНК СССР и непосредственного распоряжения Объединённого Государственного Политического Управления Вайгачскую экспедицию ОГПУ считать сего дня прибывшей на место и приступившей к работе. По согласованию с руководящим составом ОГПУ объявляю, что все заключенные Вайгачской экспедиции будут пользоваться исключительными льготами и преимуществами при применении не только досрочного освобождения, но и после освобождения каждому заключенному будут предоставлены средства и возможности для дальнейшей жизни с одновременным снятием как всех прежних, так и последней судимостей, если они этого заслужат своей работой и искренним желанием идти в ногу с трудовым населением Советского государства».
На голом берегу были поставлены более десятка больших армейских палаток с железными печами, для которых на берег выгрузили большой запас угля. Одновременно началась сборка первых срубов, заранее заготовленных на материке. К ноябрю 1930 года в поселке были построены радиостанция, столовая, домик начальника экспедиции и его помощников, медпункт и бараки.
Эйхманс проявил себя как умелый администратор, сразу организовавший строительство поселка, быт и порядок. В поселке не было разграничения между заключёнными и вольнонаёмными: они жили рядом, работали вместе и свободно общались, могли совершать прогулки по окрестностям без всякого специального разрешения или пропусков, организовывать состязания на лыжах.
В начале 1931 года на противоположном берегу бухты — на мысе Раздельном — был заложен рудник, где началась добыча свинцово-цинковой руды и была запущена обогатительная фабрика. Руда на тачках доставлялась на берег и оттуда на карбасах доставлялась к стоявшим на рейде пароходам, на которые поднималась лебедкой. Ко второй зимовке на Вайгач доставили пароходом изготовленные в Архангельске срубы шести бараков, домов для охраны и вольнонаёмных. Была смонтирована дизельная электростанция.
Снабжение экспедиции продуктами постоянно улучшалось: в рационе работающих были не только картофель, лук, морковь, но даже клюквенный экстракт против цинги. Магазином пользовались на равных условиях все члены экспедиции, в том числе заключённые. Последним не продавалось только спиртное.
В конце лета 1931 года старшим геологом и заведующим геологической частью Вайгачской экспедиции ОГПУ был назначен профессор Павел Владимирович Виттенбург, осуждённый в Ленинграде по «делу Академии наук».
К сентябрю 1931 года пароход «Глеб Бокий» доставил на остров очередную партию заключённых, и количество членов экспедиции выросло до 334.
30 октября 1931 года на остров прибыла третья партия заключённых, увеличив общую численность экспедиции до 1100 человек. В их числе прибыл бывший военный лётчик и механик Иван Александрович Лойко, которому предстояло руководить обустройством взлётно-посадочной полосы для самолётов.